# 姜尚春
姜尚春（강상춘，1940年6月8日—），北韓政治家，官至金正日書記室室長、朝鮮勞動黨中央委員會組織指導部副部長及護衞總局第2局行政副部長。同時，他也是金正日的親信。

## 生平
姜尚春畢業於金日成高級黨校，是金正日的同學，他也因此成為後者的心腹。1982年，他被金正日選為其書記室專員。1991年，他被派到澳門從事商貿。1994年，金正日成為北韓的最高領導人，姜尚春一舉被提拔為金正日書記室室長、黨中央委員會組織指導部副部長及護衞總局第2局行政副部長。此後，他頻頻出國替金正日賺取外匯。2006年1月，他在澳門被中國公安逮捕，分析指可能是因使用假美元或透過銀行洗錢。有傳姜尚春在返國後不久就被復職。

## 資料來源
1. 1 2  傳金正日的親信在澳門被大陸執法人員拘捕 （页面存档备份，存于） 自由亞洲 2006 1 30
2. ↑  「元老に退陣の圧力？」　金正恩、世代交代も模索（１） （页面存档备份，存于） 中央日報日本語版 2012 2 16
3. 1 2  .   [2014-02-12]. （原始内容存档于2015-09-23）.
4. ↑  "北朝鮮「重要人物600人」の人名録を読む‐最側近「姜尚春」から復権「張成澤」まで" themis 2006.3